# Stazione di Castellazzo-Casalcermelli
La stazione di Castellazzo-Casalcermelli è una stazione ferroviaria posta sulla linea Alessandria-Ovada. Sita nel centro abitato di Castellazzo Bormida, serve anche il limitrofo comune di Casal Cermelli.

## Movimento
A partire dal 17 giugno 2012 il servizio viaggiatori sulla linea è stato sospeso, di conseguenza la stazione risulta priva di traffico.
La linea tuttavia rimane percorsa da treni merci.